# Monestir del Corpus Christi de Carcaixent
D'aquest antic Monestir del Corpus Christi (popularment conegut com les Dominiques) de Carcaixent, a la comarca de la Ribera Alta, que data de 1654, tan sols queda l'església, que ara és propietat municipal i que ha estat remodelada i convertida en Auditori. El centre va ser fundat per una religiosa dominica de Vila-real (Sor Agnès de l'Esperit Sant).
L'església actual va ser acabada l'any 1689. Consta d'una nau, rematada després amb ornaments neoclàssics. Està coberta amb una volta de mig canó,amb finestres, suportada per pilastres i contraforts interiors. Tenia un magnífic retaule major, catalogat com a pertanyent a la pintura barroca del segle xvii, però va desaparèixer l'any 1936. Al presbiteri hi ha un mural al·legòric de l'Ordre de Predicadors, que és una obra de Rafael Cardells de després de la Guerra Civil.
Els exteriors d'alts murs, amb un esvelt frontó barroc i un reduït campanar de paret contenen una portada neoclàssica (tapiada i mutilada).
Després de la riuada de 1982,ha estat consolidada la fàbrica del temple, i s'ha situat al voltant un parc (Parc bicentenari) on es conjuguen estructures arquitectòniques i vegetals.